# جيمس د. ريتشاردسون
جيمس د. ريتشاردسون (بالإنجليزية: James D. Richardson)‏ هو محامي وسياسي أمريكي، ولد في 10 مارس 1843 في مقاطعة روثرفورد في الولايات المتحدة، وتوفي في 24 يوليو 1914 في مورفريسبورو في الولايات المتحدة. حزبياً، نشط في الحزب الديمقراطي. وقد انتخب عضو مجلس نواب تينيسي وانتخب عضو مجلس ولاية تينيسي وانتخب عضو مجلس النواب الأمريكي (4 مارس 1885 – 3 مارس 1905).

## روابط خارجية
- جيمس د. ريتشاردسون على موقع إن إن دي بي (الإنجليزية)